# Wyeomyia nigritubus
Wyeomyia nigritubus är en tvåvingeart som beskrevs av Galindo och Carpenter 1951. Wyeomyia nigritubus ingår i släktet Wyeomyia och familjen stickmyggor. Inga underarter finns listade i Catalogue of Life.